# Istana Darul Hana

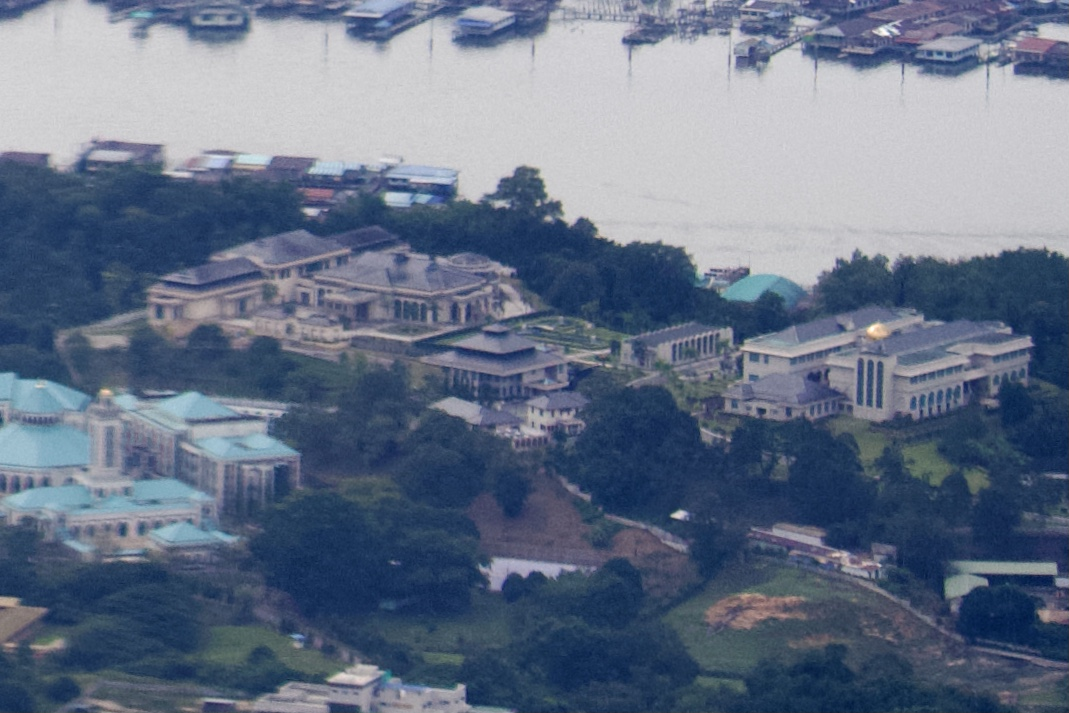
Palast (2022)

Der Istana Darul Hana (englisch Darul Hana Palace) ist einer der wenigen alten Paläste in Brunei, welcher insbesondere von 1951 bis 1987 als Residenz von Sultan Omar Ali Saifuddin III. diente. Der Palast liegt auf einem Hügel am Kilometer 3 der Straße Jalan Tutong in Kampong Tumasek, Distrikt Brunei-Muara, Brunei. Er wird manchmal als Istana Lama bezeichnet.

## Name
Der Palast hat einen arabischen Namen. „Darul Hana“ hat die Bedeutung „Glückliches Land“ und hat keine religiösen Konnotationen.

## Architektur
Der Istana Darul Hana ist entlang des Brunei-Flusses gebaut. Er wurde 1950 aus Beton und Zement gebaut und 1951 fertig gestellt. Er erstreckt sich über eine Fläche von ca. 6 Acre (2,4 Ha). Zu den Sehenswürdigkeiten des Palastes gehören ein Springbrunnen, Show Room, Balai Singgahsana, und das Regalia House. Seit der Fertigstellung wurde der Palast erweitert und ergänzt. Es ist der erste Palast, welcher komplett aus Zement erbaut wurde. Unter anderem 1974 wurden „Extensions to Princesses’ Apartments and Remodelling of the Store Roof“ (Erweiterungen zu den Prinzen-Appartments und Erneuerungen des Dachs) gemacht.

## Geschichte
Nach der Fertigstellung 1951 machte Sultan Omar Ali Saifuddien III. den Palast bald zu seiner offiziellen Residenz (10. Mai 1952). Während der Zeit seiner Nutzung wurde er unter anderem genutzt um die königlichen Verlobungen zu feiern. Auch Hassanal Bolkiah erhielt seine Bildung anfänglich in Privatunterricht im Palast, bevor er Eliteschulen in Brunei und Malaysia besuchte.
Um während der Brunei Revolte 1962 (Pemberontakan Brunei) den Sultan von Brunei zu zwingen einen Federal State of North Kalimantan auszurufen, hatten die Rebellen der Bruneiischen Volkspartei (Parti Rakyat Brunei, PRB) geplant und versucht den Sultan zu entführen. Sie waren jedoch nicht erfolgreich. Der Sultan und seine Familie waren in der Nacht des Aufstands im Palast, wo sich noch einige weitere Würdenträger und sechs Polizisten aufhielten.
Später, am 29. Juli 1965, wurde die Hochzeitszeremonie von Prinz Hassanal Bolkiah und Prinzessin Saleha im Palast abgehalten. Der Palast wurde erneut 1967 offizieller Schauplatz für die Abdankung von Sultan Omar Ali Saifuddien III. zu Gunsten seines Sohnes, Prinz Hassanal Bolkiah. Im Oktober 1969 wurde der Palast für die Hochzeitszeremonie von Prinzessin Masna Bolkiah (Masna Bolkiah binti Omar Ali Saifuddien III) und Pengiran Anak Abdul Aziz genutzt.
Der Palast wurde genutzt bis zur Fertigstellung des Istana Nurul Iman um 1987. 2009 war er einer der drei verbleibenden Paläste im Land neben Istana Nurul Iman und Istana Nurul Izzah.

## Galerie

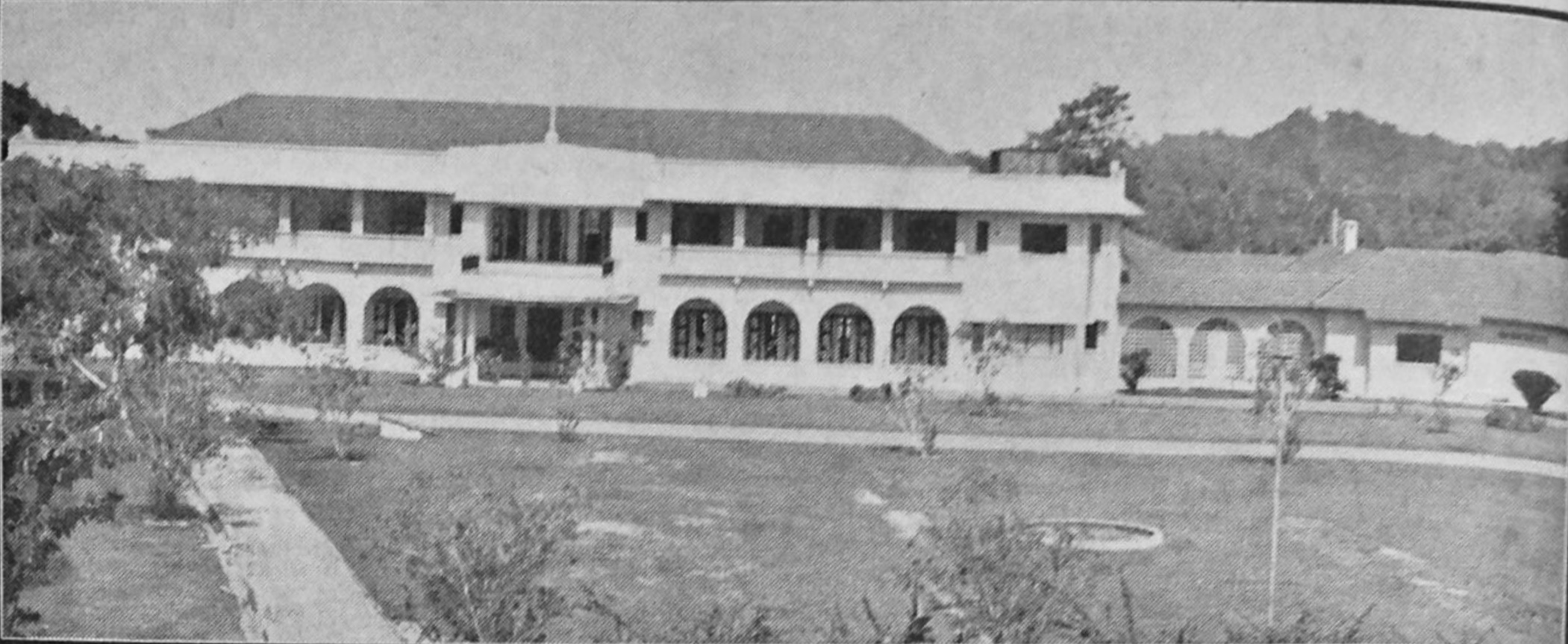
Teilansicht des Palasts 1959
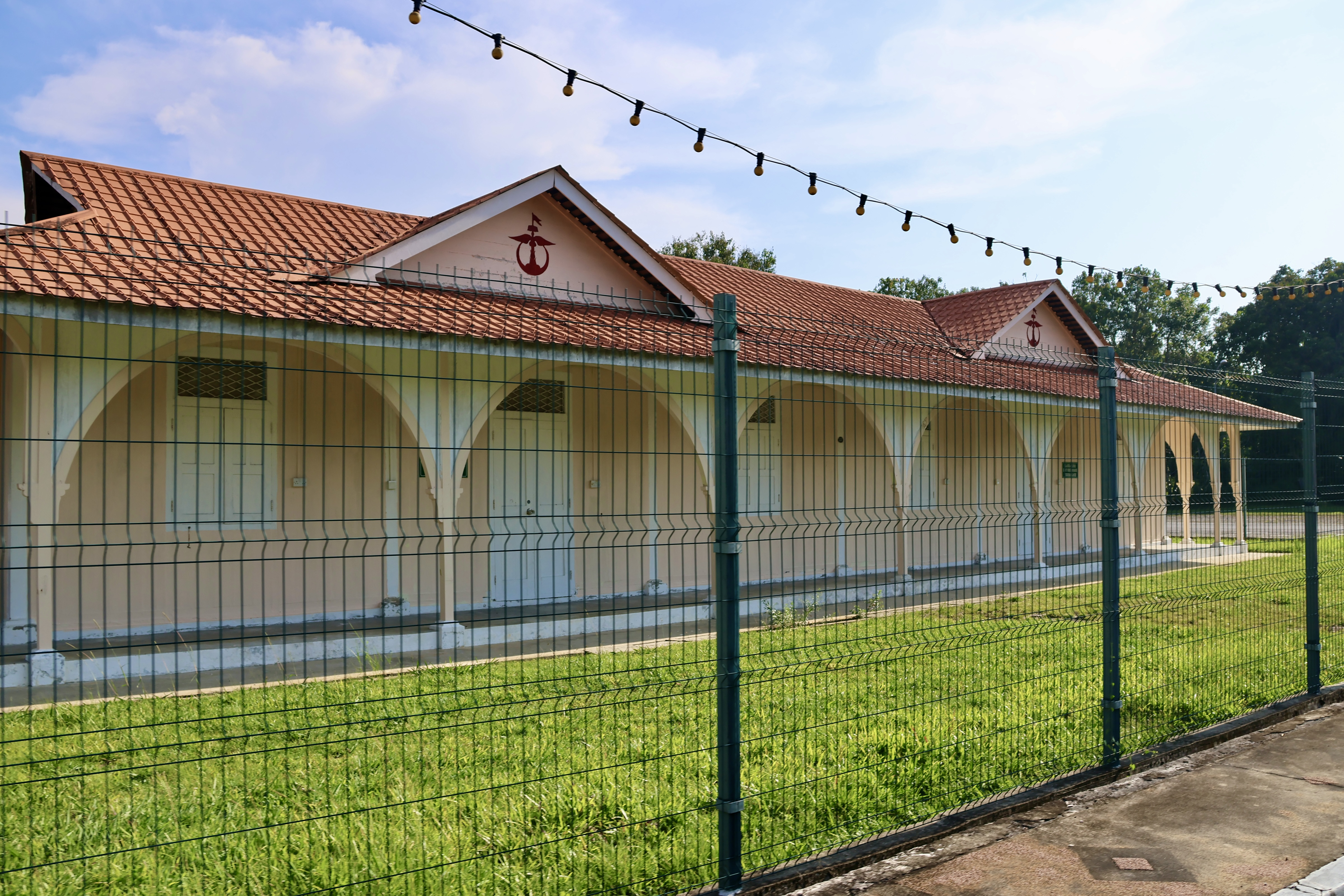
Der Surau des Palasts
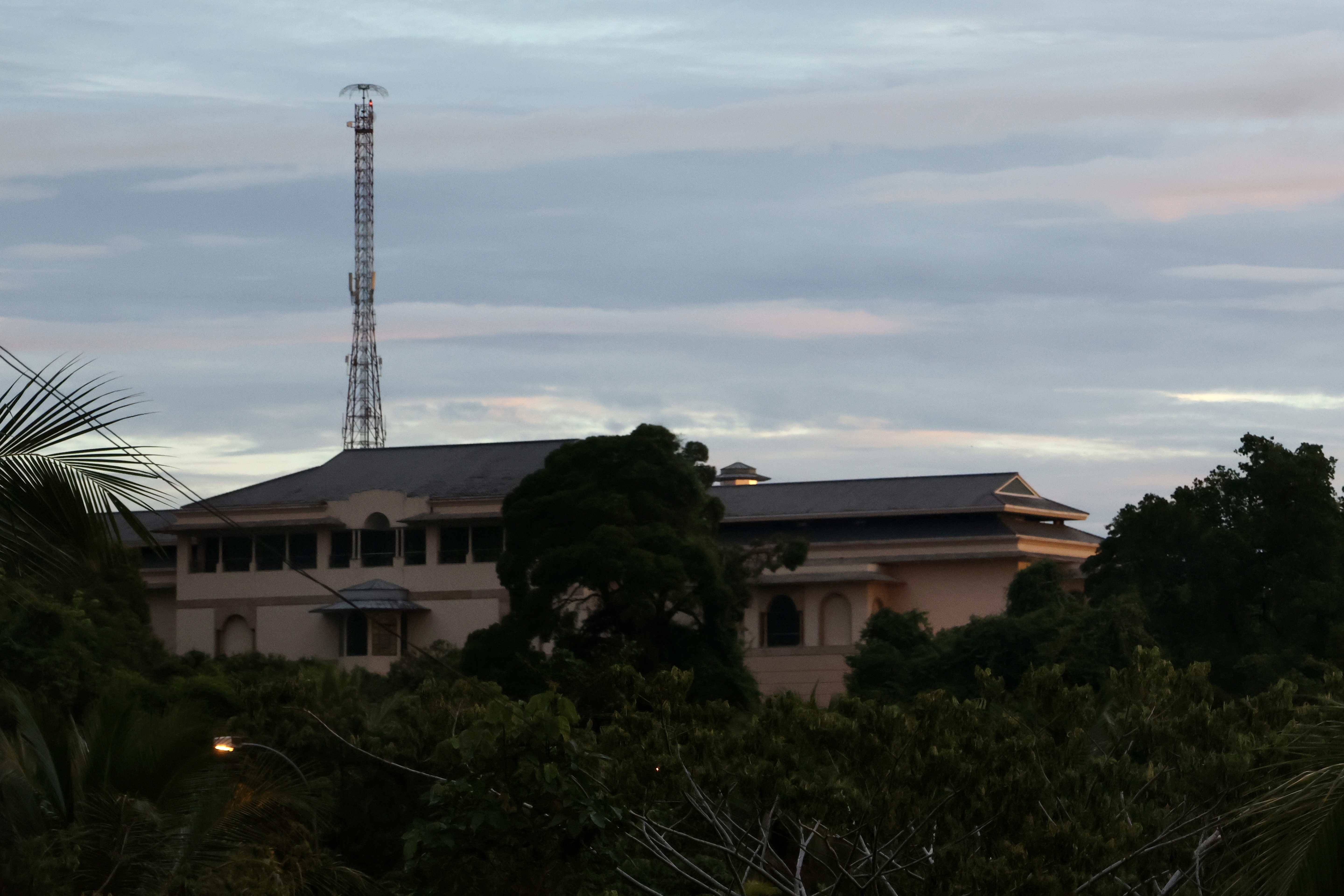
Nordwestfassade des Palasts
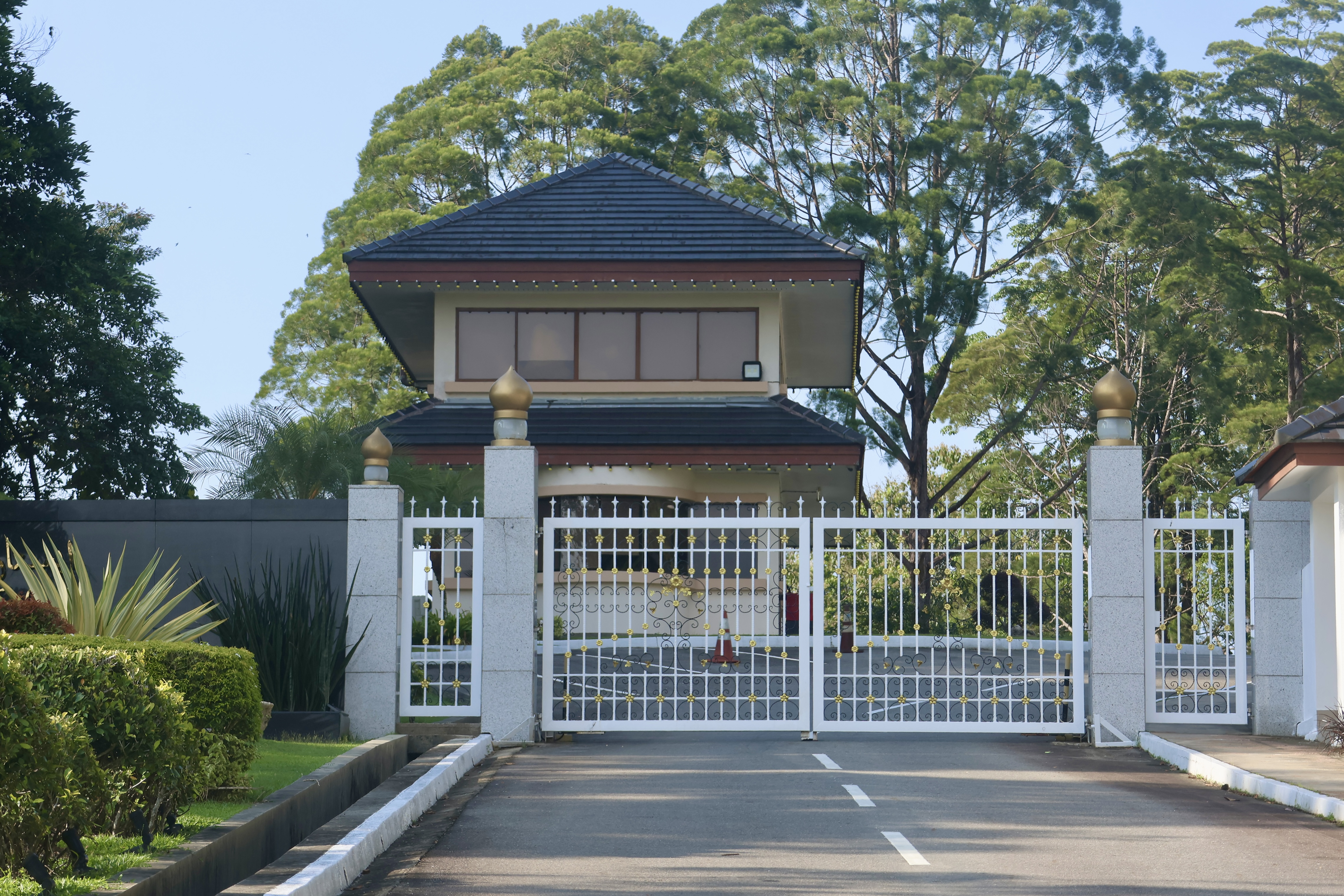
Südosttor des Palasts
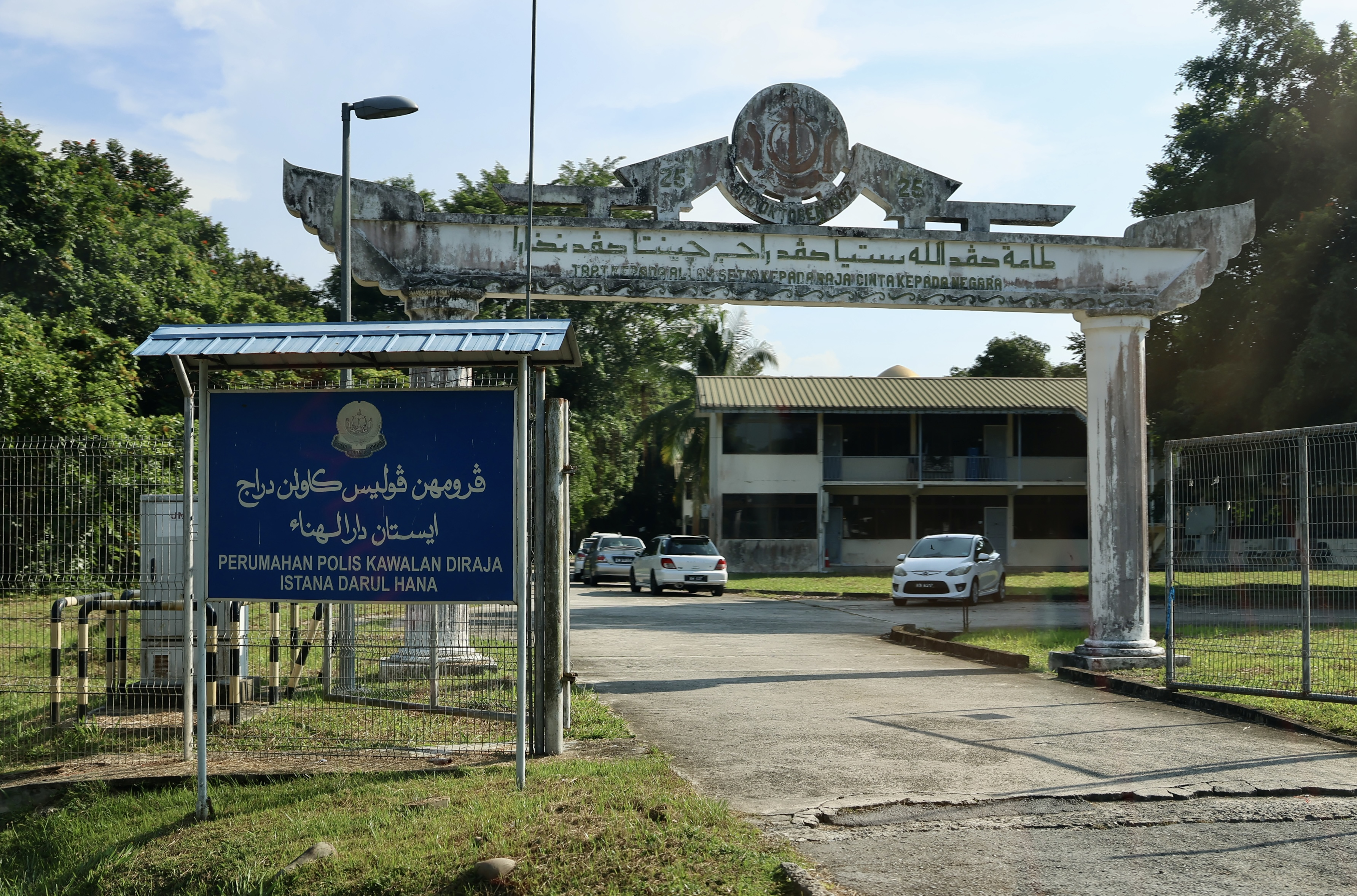
Das Polizeiquartier im Palast